# Szentimrefalva
Szentimrefalva je obec v Maďarsku, v župě Veszprém v okrese Sümeg. Nachází se asi 11 km jihovýchodně od Jánosházy, asi stejnou vzdálenost severovýchodně od Sümegu, 34 km jihozápadně od Pápy a 52 km západně od Veszprému. Vesnice je silničně spojená s vesnicemi Veszprémgalsa, Gyepükaján, Ukk a městem Csabrendek.
Podle sčítání lidu z roku 2015 zde žilo 195 obyvatel. K vesnici připadá plocha 10,87 km², takže hustota zalidnění je asi 18 obyvatel na 1 km².